# Schloss Gurhof

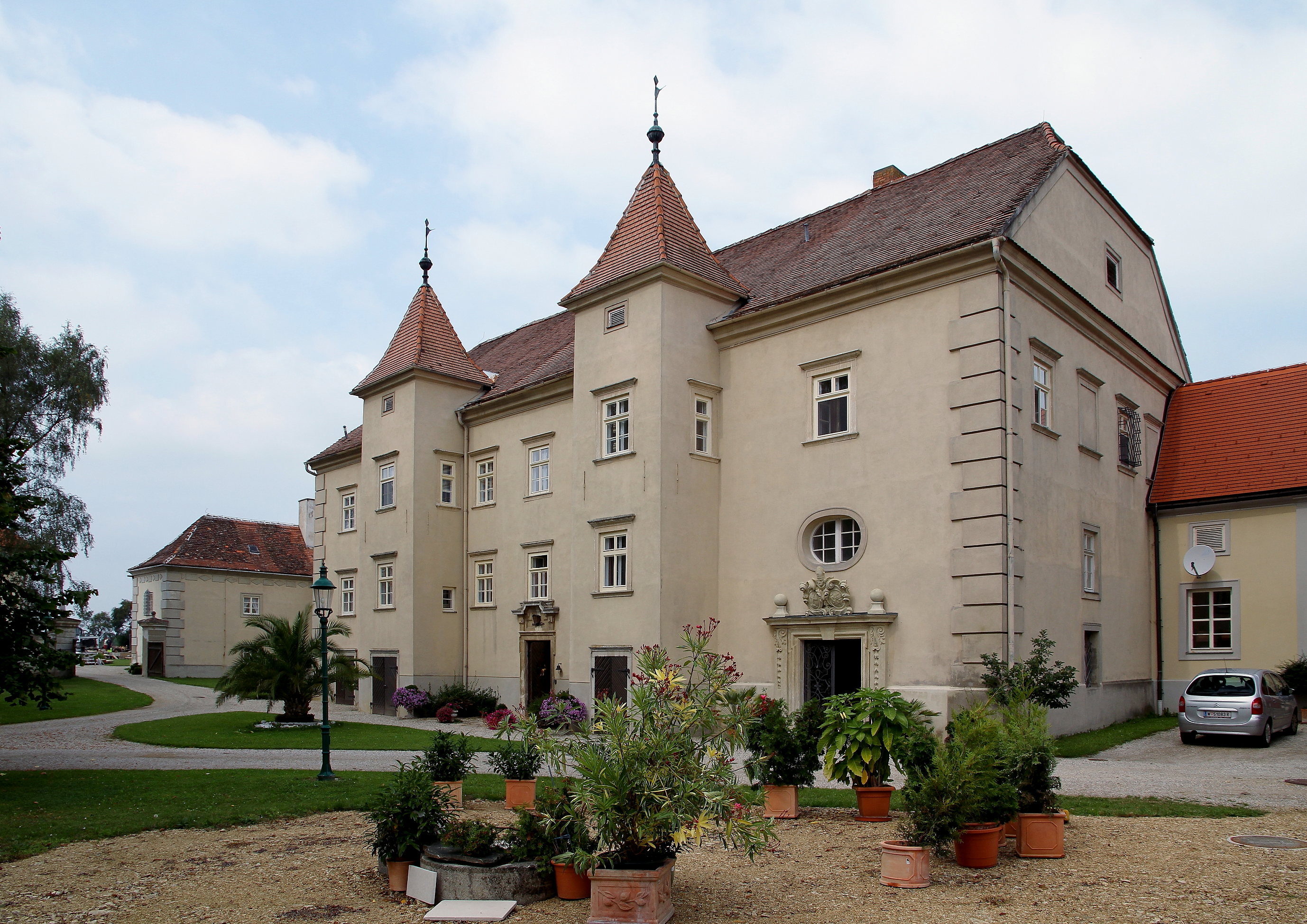
Das Herrenhaus von Schloss Gurhof

Das Schloss Gurhof ist ein schlossartiger Ansitz auf dem Gebiet von Gansbach, einer Katastralgemeinde der niederösterreichischen Marktgemeinde Dunkelsteinerwald, etwa 16 Kilometer nordwestlich von St. Pölten im Mostviertel. Das denkmalgeschützte Anwesen ging aus einem ehemaligen Wirtschaftshof des Stifts Göttweig hervor, der im letzten Viertel des 15. Jahrhunderts vom Göttweiger Stiftshauptmann Jörg Hasiber von Hag errichtet worden war. Nachdem das Kloster das Anwesen 1630 gekauft hatte, begannen umfangreiche Aus- und Umbauten, die erst im 18. Jahrhundert endeten. Heute befindet sich Schloss Gurhof in Privatbesitz und kann nur bei öffentlichen Veranstaltungen von außen besichtigt werden.

## Geschichte
Jörg Hasiber von Hag, der Göttweiger Stiftshauptmann, errichtete in der Zeit von 1483 bis 1493 auf dem Gebiet der Herrschaft Wolfstein einen ersten Bau. Da die Herrschaft damals dem bayerischen Herzogshaus gehörte, war der Gurhof wohl zu einer Hälfte bayerisches Lehen und zur anderen Hälfte freies Eigentum des Bauherrn. 1515 kam der Edelsitz an Stephan Mühlwanger, ehe er 1549 von Hans Geyer von Osterburg erworben wurde. Im Jahr 1582 erbte Ludwig von Starhemberg den Besitz, konnte aber die darauf liegende Steuerlast nicht begleichen. Die Familie Geyer übernahm daraufhin die Begleichung der Steuerschulden, sodass die von Starhemberg faktisch erst 1615 den Gurhof übernahmen.
1619 teilte das Anwesen das Schicksal aller Starhembergschen Besitztümer: Es wurde von Kaiser Ferdinand II. eingezogen, nachdem der protestantische Ludwig von Starhemberg ihm die Huldigung verweigert hatte. Im Jahr darauf gelangte der Besitz als Pfand an das Stift Göttweig, das ihn im Jahr 1629 durch Kauf endgültig erwerben konnte. Der damalige Göttweiger Abt Georg II. Falbius kaufte dem bayerischen Herzog Maximilian I. die Lehnshoheit über die eine Hälfte des Gurhofs ab, sodass er ab 1630 alleiniges Eigentum des Stiftes war. Auch ließ Georg II. das Anwesen erweitern und umbauen. Auf ihn als Bauherrn geht beispielsweise die Kapelle des Anwesens zurück. Nachdem das Stift die gesamte Herrschaft Wolfstein erworben hatte, verlegte es zudem deren Verwaltungssitz von der Burg Wolfstein in das günstiger gelegene Schloss Gurhof.
Unter einem von Georgs Nachfolgern, Abt Gottfried Bessel, erfolgte in den Jahren 1723 bis 1731 unter Beteiligung des Baumeisters Johann Lucas von Hildebrandt der Aus- und Umbau des Anwesens zu einem symmetrischen Barockschloss, das bis 1970 im Besitz des Stiftes verblieb. Von 1948 bis 1968 verpachtete das Kloster die Gebäude jedoch an die Strafvollzugsanstalt Stein, die sie in den 1950er Jahren renovieren ließ und ihr damit wohl ihr heutiges, nüchternes Aussehen gab. 1970 verkaufte Göttweig das Schloss an den Kommerzialrat Rudolf Pisec, dessen Familie das Anwesen noch heute besitzt. Das Herrenhaus dient als Wohnsitz der Eigentümer.
Im westlichen Bereich der Anlage stehen Wirtschaftsgebäude und sind Gästeappartements sowie Mitarbeiterwohnungen eingerichtet, während der östliche Schlossbereich mehrheitlich durch ein Reitsportzentrum genutzt wird. Einige Räumlichkeiten des Anwesens, das als Filmlocation vermarktet wird, können für private Veranstaltungen und Feiern angemietet werden. Darüber hinaus finden auf dem Schlossareal auch einige öffentliche Veranstaltungen statt, welche die einzige Möglichkeit sind, die Anlage von außen zu besichtigen. 

## Beschreibung
Schloss Gurhof steht etwa 1,5 Kilometer südlich des Gansbacher Ortskerns unmittelbar an der Straße von Gansbach nach Kicking. Die langgestreckte Anlage besteht aus einem zentral stehenden Herrenhaus mit großem, südlich vorgelagertem Ehrenhof und westlich sowie östlich daran anschließenden Wirtschaftstrakten. Sie nimmt einen etwa 210 × 80 Meter großen Bereich ein. Nördlich davon liegt – vom Haupthaus durch einen Trockengraben abgegrenzt – ein weitläufiges von einer Pfeilermauer umgebenes Areal mit den Resten einer einstigen Gartenanlage. Der mittelalterliche Sitz des Göttweiger Stiftshauptmanns ist nicht mehr vorhanden, möglicherweise ist aber alte Bausubstanz in die heutigen Gebäude integriert.

### Architektur
Im Zentrum der Schlossanlage steht das Herrenhaus, bestehend aus einem dreigeschoßigen Mitteltrakt mit Schopfwalmdach und sowohl östlich als auch westlich daran anschließenden, schmaleren Seitentrakten mit L-förmigem Grundriss. Die beiden Geschoße der Seitenflügel werden von einem Walmdach abgeschlossen, das auf einem profilierten Traufgesims ruht. Darunter verläuft in einigen Bereichen ein Fries, der aus Rauten und Rechtecken besteht. Die Ecken der Trakte sind durch Eckquaderungen betont und heben sich vom hellen ockerfarbenen Anstrich des Gebäudes ab. Die heutige Gestaltung der Südfassade am Mitteltrakt geht wohl auf die Bautätigkeit nach der Übernahme des Anwesens durch das Stift Göttweig im 17. Jahrhundert zurück. Sie wird von zwei schlanken der Fassade vorgesetzten Viereckstürmen dominiert, deren Mauerwerk nur wenig höher als das des Gebäudes ist. Ihre leicht abknickenden Helme in Form eines Zeltdachs mit bekrönenden Wetterfahnen besitzen sie erst seit den 1970er Jahren, als ihre damaligen Dächer mitsamt der beiden obersten Geschoße abgetragen wurden. Zwischen den beiden Türmen befindet sich in der Mittelachse des Hauses das Rechteckportal mit einer Verdachung auf Pilasterstümpfen. Es ist bei weitem nicht so aufwändig gestaltet wie das Portal der Schlosskapelle, die sich östlichen Teil des Mitteltrakts befindet. Die schräg gestellten Pilaster des Kapellenportals tragen eine Verdachung und die Wappen des Göttweiger Abts Johannes V. Dizent sowie des Stifts Göttweig. Darüber erhellt ein großes, querovales Fenster den Kapelleninnenraum.
An den äußeren Ecken der Seitenflügel setzt eine konkav-konvex geschwungene Pfeilermauer an, die den Ehrenhof umgibt. Er kann über ein mittig gelegenes, spätbarockes Rundbogentor an der Südseite der Mauer betreten werden. Das Tor mit schmiedeeisernen Torflügeln besitzt einen steinernen Schweifgiebel mit der Jahreszahl 1724 und Kugelaufsatz.
Östlich und westlich der Ehrenhofs liegen zwei symmetrisch angelegte Wirtschaftsbereiche mit annähernder Hufeisenform, die einen Innenhof umgibt. Die niedrigen Gebäude haben nur ein Geschoß und sind von Schopfwalmdächern bedeckt. Einige ihrer Fenster besitzen Fensterkörbe. Einlass zu beiden Höfen gewährt jeweils ein dreigeschoßiger Torturm mit Zeltdach in der Mitte des West- bzw. Ostflügels. Über dem korbbogigen Portal des westlichen Torturms finden sich die Jahreszahlen 1716 und 1955. Früher war er mit einer aufgemalten Sonnenuhr verziert. Im östlich gelegenen Wirtschaftstrakt befinden sich die Stallungen der Reitsportanlage und Gästeapartments im Turmgebäude.

### Innenräume
Das eher unauffällige Hauptportal des Herrenhauses führt zu einem dahinter liegenden, zentralen Treppenhaus. Von dort gelangt man in das erste Obergeschoß, mit seinen Stichkappen- und Tonnengewölben. In einem kleinen Saal dieses Stockwerks haben sich Stuckaturen aus der ersten Hälfte des 18. Jahrhunderts erhalten. Die Saaldecke zeigt einen geschweiften Spiegel, Rankenstuckwerk und eine Kartusche mit der Darstellung des heiligen Benedikts sowie des Stifts Göttweig. Auch im zweiten Obergeschoß ist historisches Stuckwerk erhalten. Ein dortiger Raum zeigt einen geschweiften Deckenspiegel mit Adlern aus Stuck. Die Ausstattung stammt etwa aus der Mitte des 18. Jahrhunderts.
Der Kapellensaal im östlichen Bereich des Herrenhausmittelbaus liegt quer zur Hauptachse des Gebäudes. Er besitzt drei Joche, wovon das mittlere am breitesten ist. Der zwischen 1672 und 1689 gestaltete Raum nimmt von der Höhe zwei Geschoße ein. Sein flaches Tonnengewölbe besitzt eine Rahmung aus Stuck und zeigt ein Gemälde mit der Darstellung des Auge Gottes umgeben von einem Strahlenkranz. Das vorhandene Oratoriumsgitter gehört zur Original-Ausstattung und stammt mithin aus dem Barock.